# Cyclamen elegans
Cyclamen elegans is een plant uit het geslacht Cyclamen die vaak beschouwd wordt als een ondersoort van Cyclamen coum, maar meer in het oosten voorkomt, in de bergen van Noord-Iran.

## Kenmerken
Cyclamen elegans onderscheidt zich van Cyclamen coum subsp. caucasicum door meer getande of gelobde bladeren en slankere bloemen. 

## Cultivars
‘Silver leaf’ is een cultivar ervan met zilverkleurige bladeren.

## Kweek
Cyclamen elegans is minder winterhard dan C. coum en moet dus op een meer beschutte plek geplant worden. Hij plant zich ook trager voort.
... · 
C. abchasicum · 
C. africanum · 
C. alpinum · 
C. balearicum · 
C. cilicium · 
C. colchicum · 
C. coum (Rondbladige cyclaam) · 
C. creticum · 
C. cyprium · 
C. elegans · 
C. graecum · 
C. hederifolium (Napolitaanse cyclaam) · 
C. intaminatum · 
C. libanoticum · 
C. mirabile · 
C. persicum · 
C. pseudibericum · 
C. parviflorum · 
C. purpurascens (Alpenviooltje) · 
C. repandum · 
C. rhodium · 
C. rohlfsianum · 
C. somalense · 
...